# Hans van Paeschen
Hans van Paeschen (Paaske) var en bildhuggare, arkitekt, målare och fästningsingenjör av nederländsk härkomst verksam under 1500-talets senare hälft.
Paeschen arbetade som fästningsbyggare i svensk tjänst från 1561 men kom i onåd med sina överordnade 1563 och anställdes 1564 som hovbyggmästare av Fredrik II av Danmark. I Danmark utarbetade han ritningar och planer för fästningsanläggningar i Bohus och Akershus och ledde själv arbetet vid Bohus där man byggde enligt det moderna italienskt-nederländska fortifikationssystemet. Han slöt 1574 ett kontrakt för ombyggnaden av det medeltida fästet Krogen efter att arbetet där avbröts 1574, färdigställdes det senare av Antonis van Opbergen. På uppdrag av Tycho Brahe planlade han Uranienborg på Ven som färdigställdes av Hans van Steenwinkel 1580. Han kom åter i onåd med sina uppdragsgivare och lämnade Danmark omkring 1581-1582. Som bildhuggare har han på mycket osäkra grunder tillskrivits ett antal gravvårdar, altaruppsättningar, spiselomfattningar för olika kyrkor och herrgårdar på Själland och Skåne. En målning av Lave Brahe och Görvel Sparres porträtt i Lunds domkyrka attribuerats till van Paeschen. 